# Tremella cetrariicola
Tremella cetrariicola är en svampart som beskrevs av Diederich & Coppins 1996. Tremella cetrariicola ingår i släktet Tremella och familjen Tremellaceae.  Arten är reproducerande i Sverige. Inga underarter finns listade i Catalogue of Life.